# ジム・エイブラハムズ
ジム・エイブラハムズ（Jim Abrahams, 1944年5月10日 - 2024年11月26日）は、アメリカ合衆国の映画監督・脚本家。

## 人物
ウィスコンシン州ショアウッドに、教育研究者の母と弁護士の父の息子として生まれる。
保険会社で勤務していたが、幼馴染のデヴィッド&ジェリー・ザッカー兄弟に誘われて「ケンタッキー・フライド・シアター」というコントの舞台公演を共同で始める。
舞台の成功後はザッカー兄弟と共に映画製作に進出し、映画製作チーム「ZAZ」の一員として『フライングハイ』や『裸の銃を持つ男』シリーズなどのパロディ映画を手掛け、単独でも『ホット・ショット』『ホット・ショット2』などを監督した。
2024年11月26日、サンタモニカの自宅で老衰のため死亡した。80歳没。

## フィルモグラフィ
- ケンタッキー・フライド・ムービー The Kentucky Fried Movie (1977) - 脚本
- フライングハイ Airplane! (1980) - 監督・脚本
- フライング・コップ 知能指数0分署 Police Squad! (1982) - 第1話 監督
- トップ・シークレット Top Secret! (1984) - 監督・脚本
- 殺したい女 Ruthless People (1986) - 監督
- 裸の銃を持つ男 The Naked Gun: From the Files of Police Squad! (1988) - 脚本
- ビッグ・ビジネス Big Business (1988) - 監督
- 悲しみよさようなら Welcome Home, Roxy Carmichael (1990) - 監督
- 裸の銃を持つ男 PART2 1/2 The Naked Gun 2 1/2: The Smell of Fear (1991) - 脚本
- ホット・ショット Hot Shots! (1991) - 監督・脚本
- ホット・ショット2 Hot Shots! Part Deux (1993) - 監督・脚本
- 裸の銃を持つ男 PART33 1/3 最後の侮辱 The Naked Gun 33 1/3: The Final Insult (1994) - 脚本
- 誤診 …First Do No Harm (1997) - 監督・製作
- マフィア! Mafia! (1998) - 監督・脚本
- 最終絶叫計画4 Scary Movie 4 (2006) - 脚本